# Can Pardal
Can Pardal és un edifici situat als carrers del Montseny, 49 i del Torrent de l'Olla, 125-127 de Barcelona, catalogat com a bé amb elements d'interès (categoria C).

## Història
Ocupa el lloc de la masia del mateix nom, adquirida pel cerer de Barcelona Valentí Quintana i Vilajoana (†1870). L'hereu Valentí Quintana i Puig i la vídua Antònia Puig van morir el 1875 sense haver fet testament, i el seu parent polític Ramon Aymerich, que tenia una fàbrica de mistos al carrer del Torrent de l'Olla, va fer enderrocar la masia per a construir-hi un nou edifici.
El 1878 s'hi instal·là un rellotge que donava l'hora als graciencs, ja que el campanar de la plaça de la Vila estava «arrestat» com a càstig pel seu paper a la Revolta de les Quintes (1870).

## Descripció
De planta baixa i dues pisos, les façanes s'ordenen amb balcons de perfil motllurat alineats amb els portals dels baixos. A la part posterior, hi ha una loggia d'arcs carpanells sobre columnes jòniques (ara parcialment tapiades). La seva barana d'elements seriats de terracota es repeteix al terrat de la loggia i al del de la casa. Hi ha un alt campanar amb baranes perimetrals i esferes de rellotge a les quatre cares. El 1905 es col·locà un relleu amb elements ornamentals vegetals a la cantonada, i un àngel al carrer de Montseny que sosté una copa i una serp, al·lusió a l'establiment farmacèutic que ocupava la planta baixa.